# Cafeara
Cafeara es un municipio brasilero del estado del Paraná.
Cafeara se encuentra en el valle del Paranapanema – norte del Estado del Paraná, distante a 100 km de la Ciudad de Londrina. Posee un área de 185,798 km² representando 0,0932 % del estado, 0,033 % de la región y 0,0022 % de todo el territorio brasilero. Se localiza a una latitud 22°47'34" sur y a una longitud 51°42'57" oeste. Su población estimada en 2005 era de 2.540 habitantes.

## Demografía
Población total: 2.485
- Urbana: 1.781
- Rural: 704

- Hombres: 1.295
- Mujeres: 1.190

Índice de Desarrollo Humano (IDH-M): 0,699
- IDH-M Salario: 0,632
- IDH-M Longevidad: 0,686
- IDH-M Educación: 0,778

## Carreteras
- PR-535